# Saison 3 de Dead to Me
Chronologie
Saison 2
Cet article présente le guide des épisodes de la troisième saison de la série télévisée américaine  Dead to Me.

## Résumé de la saison
Jen et Judy se remettent de l'accident de voiture provoqué par Ben Wood, tout en apprenant que le corps de Steve a été retrouvé et que l'enquête de l'inspectrice Perez pointent vers les deux femmes.

## Distribution

### Acteurs principaux
- Christina Applegate : Jen Harding
- Linda Cardellini : Judy Hale
- James Marsden : Ben Wood
- Max Jenkins : Christopher Doyle
- Sam McCarthy : Charlie Harding
- Luke Roessler : Henry Harding

## Liste des épisodes

### Épisode 1:On a l'habitude
- États-Unis et  Monde : 17 novembre 2022

### Épisode 2:Il faut qu'on parle
- États-Unis et  Monde : 17 novembre 2022

### Épisode 3:On peut savoir ce que c'est?
- États-Unis et  Monde : 17 novembre 2022

### Épisode 4:Et maintenant, où va-t-on?
- États-Unis et  Monde : 17 novembre 2022

### Épisode 5:On n'a pas réfléchi
- États-Unis et  Monde : 17 novembre 2022

### Épisode 6:On va se battre
- États-Unis et  Monde : 17 novembre 2022

### Épisode 7:Est-ce qu'on peut être honnête?
- États-Unis et  Monde : 17 novembre 2022

### Épisode 8:On va trouver une solution
- États-Unis et  Monde : 17 novembre 2022

### Épisode 9:On n'a plus le temps
- États-Unis et  Monde : 17 novembre 2022

### Épisode 10:On est au bout?
- États-Unis et  Monde : 17 novembre 2022